# 「超」整理手帳
「超」整理手帳（ちょうせいりてちょう）は、野口悠紀雄一橋大学教授（当時）が1996年に考案した手帳。

## 概要
「超」整理手帳は、A4横四つ折というサイズで、8週間が一覧できるジャバラ式のスケジュールシート（予定表）が4本差し込まれた独特の形から、話題になった。1996年当初はアスキーとキングジムより発売された。アスキーは出版社であるため、アスキー版の手帳は取次を経由して全国の書店で発売され、キングジム版は文房具店で取り扱われた。
「超」整理手帳については、野口悠紀雄『続「超」整理法・時間編―タイム・マネジメントの新技法』（中公新書）において紹介されている。
「超」整理手帳が8週間が一覧可能になっている理由は、「時間管理のためには、長期的なスケジュールが一覧できなくてはならない」という野口の主張に基づく。これは、あとの方にくる重要な予定をにらみながら、現在の仕事を進めておかないと、重要な用件の締め切り間際になって突然忙しくなる、というものである。
A4に準拠したサイズというのも、初出当時、他に類を見なかった。
なお、ここ数年、各社が「超」整理手帳に対応したカバーを発売しており、「超」整理手帳のユーザの多様化を支える一因となっている。
また、2012年度版からお笑い芸人のだいたひかるの夫である小泉貴之がディレクション担当していることでも知られている。

## 紙版「超」整理手帳

### ラインナップ
通常のバージョンに加え、2009年版から「方眼バージョン」、2010年版から上述の8週間見渡し機能、A4ファイリング機能はそのままに、A5サイズバージョン「エレファントA5」が登場した。
また手帳を横長において使用する「バーティカル」、ミニサイズ整理手帳「ミニA7クリア」も発売され、複数のA版サイズによる商品展開がなされている。
2011年度版からは、ポスタルコとコラボして手帳カバーだけではなく、ポスタルコ専用レイアウトのスケジュールシートを販売。
2012年版では、縦長のメモ帳である「ジラフノート」を発売。
2013年版では、一年を蛇腹の一面に連続印刷し、365日を俯瞰できる「ロング」を発売したが、一年で姿を消した。
2014年版は、「アナログとデジタルの融合」と銘打ってSHOTNOTEとのコラボ企画を行ったがこちらも一年で終了。
2015年版は、店頭ラインナップはいままでのユーザが使う「スタンダードのリフィル」のみになり、ほとんどは通販サイトでの発売となった。
2018年度版より講談社からの発売が終了する事となった。
2018年度版の書籍版はKADOKAWAから販売することとなった。

## アプリ版「超」整理手帳

### 「超」整理手帳 for the iPad
2010年12月5日には、iPad版アプリ「超」整理手帳 for the iPadが発売。最大18週間の予定を一覧できたり、空き時間検索など、特徴的な機能を含んでいるが、不具合の多さから、ユーザーレビューでは酷評されている。
2011年3月の講談社のコメントでは、現在のプログラムのバグを取り除くことができないので、アプリケーションを一から製作しなおすこととなり、新しいアプリの完成を2011年6月完成を予定。
2014年7月1日に発売終了。発売終了まで定価の半額850円での販売が続いた。

### 「超」整理手帳 for the iPhone
2011年11月に発売。2014年7月1日に発売終了。iPad版と同様、発売終了まで定価の半額600円での販売が続いた。

### 「超」整理手帳2 for iPhone/iPad
2014年9月発売予定だったが開発の時間がかかり、2015年1月に、iPhone/iPad両方に対応したユニバーサルアプリとして発売（価格300円）。しかし、メモ機能や写真掲載機能、Google Calendarとの同期機能など今まであったほとんどの機能がなくなり、批判を浴びている。2017年7月31日に販売終了予定。

## ユーザとの交流
2012年5月をもって、野口悠紀雄Onlineサイト、ノグラボ内のユーザフォーラムが閉鎖され、ユーザ同士の意見交換するところがなくなる。